# وادي مور
وادي مور يعتبر أحد أكبر وديان تهامة اليمن من حيث المساحة التي يغمرها بمياهه وأوقات جريانة الموسمي.
يأتي من غرب بلد حاشد جبل يزيد ومن غرب جبل ضلاع والطويلة ومن شمال المحويت والخبت ومن جبل مسور وحجة وكحلان وساقين وكشر ويلتقي في الواعظات يسقي الزَّهرة ويصب في البحر الأحمر جنوب اللحَّية. ويبعد عن مدينة الحديدة 100كم.